# 안좌국민학교 안좌서분교
안좌국민학교 안좌서분교는 대한민국 전라남도 신안군 안좌면에 있었던 공립 초등학교이다.

## 연혁
- 1967년 11월 3일 안좌서국민학교 설립 인가
- 1968년 3월 1일 안좌서국민학교 개교
- 1969년 3월 1일 안좌국민학교 사치분교장 본교 이관
- 1969년 3월 10일 안좌국민학교 내호분교장 본교 이관
- 1967년 4월 1일 도서벽지학교 '을'급 지정
- 1986년 1월 1일 도서벽지학교 '다'급 조정
- 1989년 3월 1일 안좌국민학교 안좌서분교장 격하 편입, 내호분교장, 사치분교장 이관
- 1994년 3월 1일 폐교 및 안좌국민학교 통폐합